# Férfi 10 méteres szinkronugrás a 2022-es úszó-Európa-bajnokságon
A 2022-es úszó-Európa-bajnokságon a műugrás férfi szinkron 10 méteres versenyszámának döntőjét augusztus 19-én délután rendezték meg a római Foro Italicóban.
A viadalt a britek kettőse, Ben Cutmore és Kyle Kothari nyerte, összesítésben 2,46 ponttal megelőzve az ukránokat, Kirill Boljuhot és Olekszij Szeredát. A bronzérem a német Timo Barthel és Jaden Shiloh Eikermann Gregorchuk nyakába került.

## Versenynaptár
Az időpont(ok) helyi idő szerint olvashatóak (UTC +01:00):
| Dátum                       | Időpont | Forduló |
| --------------------------- | ------- | ------- |
| 2022. augusztus 19., péntek | 15:30   | Döntő   |

## Eredmény
| #  | Versenyző                                      | Ország                   | Pontok | Pontok | Pontok | Pontok | Pontok | Pontok | Pontok |
| #  | Versenyző                                      | Ország                   | F1     | F2     | F3     | F4     | F5     | F6     | Össz.  |
| -- | ---------------------------------------------- | ------------------------ | ------ | ------ | ------ | ------ | ------ | ------ | ------ |
|    | Ben Cutmore Kyle Kothari                       | Egyesült Királyság (GBR) | 45,60  | 49,80  | 72,00  | 75,24  | 71,04  | 76,80  | 390,48 |
|    | Kirill Boljuh Olekszij Szereda                 | Ukrajna (UKR)            | 47,40  | 51,00  | 79,68  | 72,00  | 69,12  | 68,82  | 388,02 |
|    | Timo Barthel Jaden Shiloh Eikermann Gregorchuk | Németország (GER)        | 47,40  | 48,00  | 70,08  | 67,32  | 68,34  | 68,16  | 369,30 |
| 4. | Andreas Sargent Larsen Eduard Timbretti Gugiu  | Olaszország (ITA)        | 49,80  | 47,40  | 59,40  | 69,30  | 64,35  | 72,00  | 362,25 |
| 5. | Nikólaosz Molvalisz Atanasziosz Tszirikosz     | Görögország (GRE)        | 47,40  | 46,20  | 55,80  | 51,33  | 69,12  | 68,16  | 338,01 |
| 6. | Anton Knoll Dariush Lotfi                      | Ausztria (AUT)           | 42,60  | 42,00  | 62,40  | 64,80  | 44,55  | 57,60  | 313,95 |